# Regan Smith (svømmer)
Regan Smith (født 9. februar 2002) er en svømmer fra USA.
I 2021 repræsenterede hun USA under sommer-OL 2020 i Tokyo og vandt en sølvmedalje i 4×100 m medley.